# Argya
Genre
Argya est un genre d'oiseaux de la famille des Leiothrichidae.

## Liste des espèces
Selon le Congrès ornithologique international (ordre phylogénique) il comporte seize espèces :
- Argya malcomi (Sykes, 1832) — Cratérope gris
- Argya cinereifrons (Blyth, 1851) — Garrulaxe à tête cendrée
- Argya longirostris (F. Moore, 1858) — Cratérope à bec fin
- Argya subrufa (Jerdon, 1839) — Cratérope roussâtre
- Argya rufescens (Blyth, 1847) — Cratérope de Ceylan
- Argya striata (Dumont, 1823) — Cratérope de brousse
- Argya affinis (Jerdon, 1845) — Cratérope affin
- Argya rubiginosa (Rüppell, 1845) — Cratérope rubigineux
- Argya aylmeri Shelley, 1885 — Cratérope d'Aylmer
- Argya altirostris (Hartert, 1909)— Cratérope d'Irak
- Argya huttoni (Blyth, 1847) — Cratérope afghan
- Argya caudata (Dumont, 1823) — Cratérope indien
- Argya fulva (Desfontaines, 1789) — Cratérope fauve
- Argya squamiceps (Cretzschmar, 1827)— Cratérope écaillé
- Argya earlei (Blyth, 1844) — Cratérope strié
- Argya gularis (Blyth, 1855)— Cratérope à gorge blanche

## Classification
Le nom valide complet (avec auteur) de ce taxon est Argya Lesson, 1831.